# Arnold Geulincx
Arnold Geulincx (Amberes, 31 de enero de 1624 - Leiden, noviembre de 1669) fue un filósofo ocasionalista y racionalista flamenco.

## Biografía
Estudió en la Universidad de Lovaina, donde impartió clases de  filosofía a partir de 1646. Fue destituido de su cargo en 1657 o quizá 1658, posiblemente por motivos religiosos (por su crítica a la filosofía escolástica). Se trasladó a la Universidad de Leiden y se convirtió al calvinismo. Allí fue nombrado lector de lógica en 1662 y profesor en 1665. Murió en 1669, a consecuencia de una  epidemia, no se sabe si de tifus o de malaria, cuando sólo tenía 45 años de edad. Dejando la mayor parte de su obra, toda ella escrita en latín, inédita.

## Doctrina
Geulincx resumió toda su filosofía, que parte principalmente de Descartes, en la frase: «Ita est, ergo ita sit» ("Así existe, luego así es"). Creía en una "armonía preestablecida" como solución a la dicotomía cartesiana mente-cuerpo. Murió 25 años antes de que Leibniz formulara la misma propuesta, hoy mucho más conocida. En la filosofía de Leibniz, la doctrina de la armonía preestablecida se relaciona con el optimismo, es decir, la noción de que "éste es el mejor de los mundos posibles". Geulincx, sin embargo, no estableció este vínculo.
Geulincx, en esencia, afirmaba que el hombre no es actor, sino más bien espectador de sus propios actos, de un modo que ni él mismo llega a comprender: «Quod nescis quomodo fiat id non facis.» («No haces lo que ignoras cómo se hace.») La voluntad provoca nuestros actos y éstos son captados por nuestro espíritu, pero son únicamente "causas ocasionales", ocasiones, del movimiento y de la sensación, siendo su causa verdadera Dios mismo.Geulincx, por tanto, descartaba toda acción del hombre en el mundo, pues atribuía todo el poder a Dios. El hombre era mero espectador de lo que Dios obraba en él, por eso su virtud fundamental debía ser la humildad. Su teoría del conocimiento, en consonancia con esto, era relativista: el conocimiento se queda sólo en la superficie de las cosas. Sólo pueden conocerse las propias acciones y pasiones; la verdadera sabiduría únicamente pertenece a Dios. (Véase Ocasionalismo)

## Influencia en Beckett
Geulincx es citado en varias ocasiones por el escritor irlandés Samuel Beckett, cuyo personaje Murphy recuerda el «bello latín-belga de Arnold Geulincx», y en particular su aforismo (repetido frecuentemente por Beckett a los críticos demasiado inquisitivos): «Ubi nihil vales, ibi nihil velis» ("Donde nada vales, nada quieras"). Otro personaje de Beckett, Molloy, se describe a sí mismo: «Yo, que amé la antigua figura de Geulincx, muerto joven; Geulincx, que me abandonó en el negro barco de Ulises, arrastrándome hacia el este por la cubierta.»
Además, en su Nouvelle El final su narrador menciona «[...] gracias quizás a las gafas negras que mi preceptor me diera. Me había dado la Ética de Geulincx.»

## Obra
- Quaestiones quodlibeticae (1653)[6]

- Logica restituta (1662)[6][7]

- Methodus inveniendi argumenta (1663)[7]

- De virtute et primis ejus proprietatibus (1665)[6][7]

- Van de hooftdeuchden (1675)[6][7]

Obra póstuma:
- Ethica (1675)

- Physica vera (1688)

- Compendium physicae (1688)

- Metaphysica vera et ad mentem Peripateticam (1691)[6][7]

- De geestkunde van Arnold Geulings (1696)

Toda sus obras se han recopilado como Arnoldi Geulinex Antverpiensis Opera Philosophica, 3 vol. (1891-1893; “Las obras filosóficas de Arnold Geulincx de Amberes”).